# 巴西航空工业莱格塞600
莱格赛600（英语：Legacy 600）是巴西航空工业公司的一款發展自巴西航空工业ERJ系列的公務機。於2000年開發，並在翌年首飛。

## 發展
莱格赛600發展自巴西航空工業ERJ系列，但在機翼增加了油缸容量及航程，增加小翼以減少空氣阻力，其最大飛行高度為41,000呎及37,000呎，只需22分鐘便到達巡航高度。莱格赛600概念最初出現於2000年的英國汎保羅國際航空展，可載16名乘客飛行3,050海里（5,650公里），或8名乘客飛行3,450海里（6,390公里）。在莱格赛家族，包括莱格赛穿梭機，是以19名載客量的ERJ-135為發展基礎的，瞄準低客量中距離的公務機市場，主要對手為加拿大宇航，以CRJ為發展基礎的挑戰者型。莱格赛600於2001年3月首飛。莱格赛600客艙寬6.11米，高6米，可載18,800磅燃油，貨艙客量是對手之中最大的，達240平方尺。莱格赛600裝備兩台勞斯萊斯 AE 3007渦扇發動機，巡航速度達850公里每小時，飛機採用霍尼韋爾Primus Elite航空電子系統，造價為2693萬美元，載客量為16人，或以航空公司座計設計的19-37人"穿梭機"型供客戶選擇。莱格赛穿梭機與莱格赛600型相同，只是把豪華的座位改成航空公司式座位，增加載客量，降低油缸容量及航程至11,321磅，造價較便宜，為1780萬美元

## 事故
2006年9月29日，一架准备交付给美国卓越航空的全新莱格赛600型飞机，注册号N600XL，在飞经巴西马托格罗索州时与高尔航空1907号班机，一架波音737-800空中相撞。737在被削掉一半机翼后失控陷入螺旋状态，空中解体后坠毁于热带雨林中，机上154人全部死亡。而莱格赛600成功迫降在一个空军基地中，机上7人全部生还。
2023年8月23日，一架隶属瓦格纳集团的莱格赛600型飞机（机身编号RA-02795）在俄罗斯特维尔州的库任基诺市附近一处农场坠毁。机上共载有7名乘客和3名机组人员，乘客中包括瓦格纳集团两位创始人普里戈任和乌特金。事后俄罗斯联邦航空运输署确认，机上10名人员全数罹难。

## 產量
| 年份   | 2002 | 2003 | 2004 | 2005 | 2006 | 2007 | 2008 | 2009 | 2010 |
| ------ | ---- | ---- | ---- | ---- | ---- | ---- | ---- | ---- | ---- |
| 交付量 | 9    | 13   | 13   | 20   | 27   | 36   | 36   | 18   | 3    |

## 規格

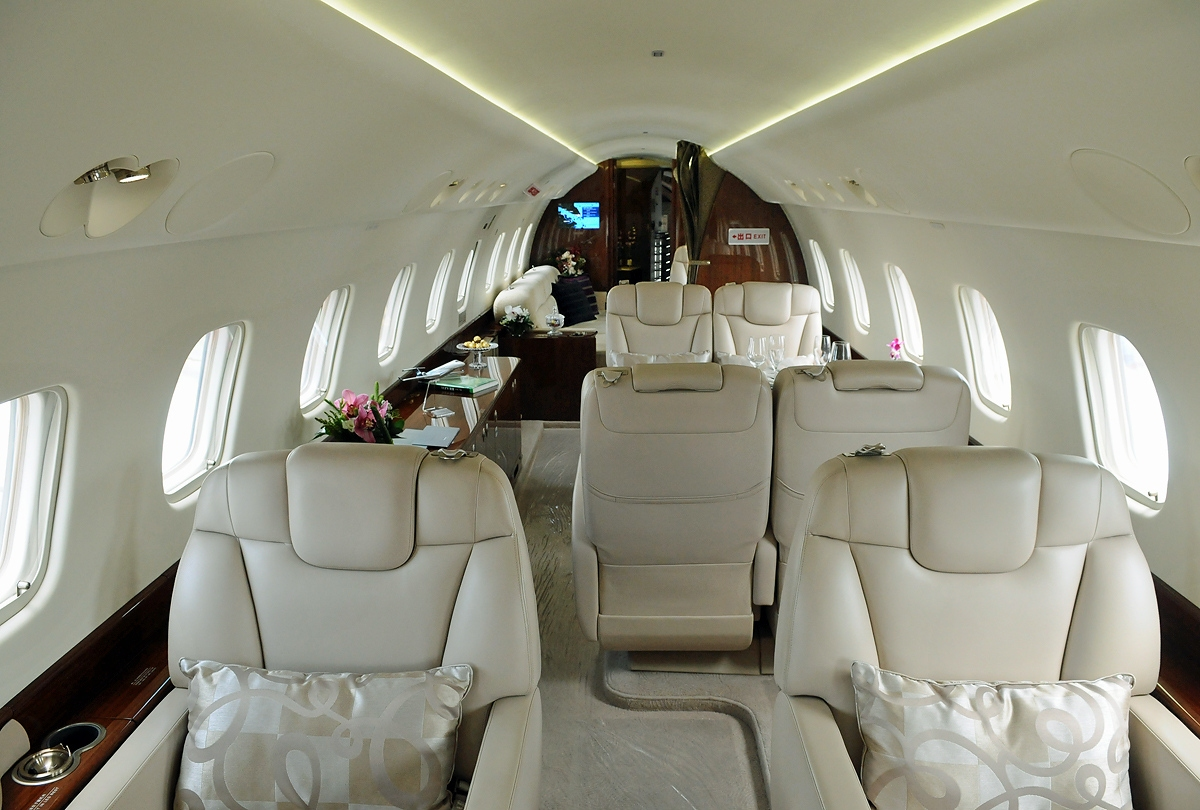
客艙

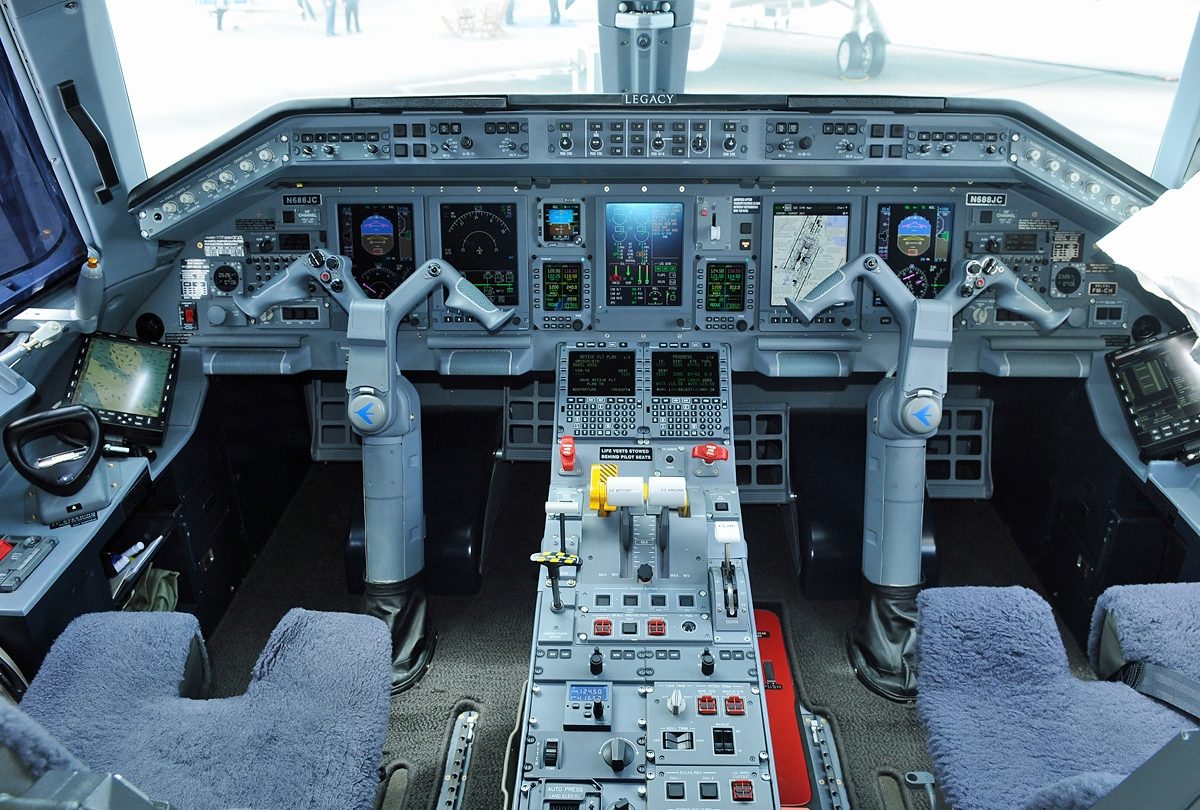
駕駛艙

基本信息
- 机组：3人
- 容量：13人

性能
- 推重比：0.36:1